# 黨政軍退出媒體
黨政軍退出媒體是臺灣在1990年代後的社會運動與政策，以1995年由許多民間社團發動「黨政軍退出三台運動」為起點，自2003年起陸續完成立法，結束戰後長期執政的中國國民黨壟斷及控制傳媒的局面。

## 背景
臺灣在1990年代以前僅有三家電視台，分別為臺灣電視公司（台視）、中國電視公司（中視）與中華電視公司（華視），合稱「老三台」。當時臺灣正處於戒嚴時期，由中國國民黨掌握國家機器，因此老三台雖然在名義上均是民營企業（均以股份有限公司形式設立），但實際上都具有官方經營、也就是所謂的「黨政軍」背景：
- 台視 - 由臺灣省政府經由臺灣銀行等公營企業掌控多數股權。
- 中視 - 在1970年代財務危機後，由國民黨控股的華夏投資公司取得主要經營權。
- 華視 - 國防部和教育部自創立之初即為主要股東。

## 過程
民主進步黨於2000年執政後，為推行黨政軍退出媒體政策，研擬修訂廣電三法（廣播電視法、衛星廣播電視法及有線廣播電視法），修法成果於2003年12月24日公布實施，新增條款包括廣播電視法第5條「政府、政黨、其捐助成立之財團法人及其受託人不得直接、間接投資民營廣播或電視事業、系統經營者」、衛星廣播電視法第5條「除依據法律之特別規定，政府、政黨不得捐助成立民營廣播或電視事業、衛星廣播電視事業」、有線廣播電視法第19條（2015年改列第10條）「黨政人員投資、任職，其特別親屬持股等應受限制」等規定，被稱為「黨政軍條款」。
但在成效上，黨政軍影響媒體的狀況仍無法有效的解決。

## 重大事件
中華電信與網路影音業者愛爾達電視擬合作在中華電信MOD進行2008年奧運數位轉播，由於交通部持有中華電信股權，中華電信又持有愛爾達股權，因此牴觸「黨政軍條款」。中華電信緊急將愛爾達股權售予台達電，始得以順利於中華電信MOD播放奧運數位轉播，自此中華電信MOD只能經營純平台業務，不可經營頻道內容，無法與有線電視業者公平競爭。
台灣大哥大於2009年擬併購凱擘有線電視系統，因台灣大哥大母公司富邦金控部份股權由臺北市政府持有，被國家通訊傳播委員會（NCC）駁回，後改由台灣大哥大正副董事長以私人資金成立大富媒體進行購併，才獲得NCC核可。
NCC於2010年處理中國電視公司所屬的中視文化公司2010年申請經營頻道案時，意外發現台北市政府間接持有中視股權，違反廣電法黨政軍條款，NCC除依法處以罰款之外，也要求中視必須於一年內改善。
遠傳電信於2015年擬與摩根士丹利亞洲私募基金（MSPEA）合作購併中嘉集團，但由於遠傳的部份股權屬政府四大基金持有，遠傳遂認購MSPEA公司債，以持有債權而非股權的迂迴方法避免違反黨政軍條款。

## 爭議
黨政軍條款無限上綱式「一股都不能有」的認定，讓被投資的媒體業者承受NCC裁罰、無法換照及限期改正等壓力。然而NCC目前依然無法迅速以修法方式解決此問題，因此即便行政法院判決業者勝訴，下一次仍然會被NCC以同樣理由裁罰，讓業者在NCC與行政法院間陷入無限迴圈。
此外，依現行黨政軍條款之規定，其所處罰對象並非投資人，而是被投資之廣電事業。因此導致由廣電事業承擔政府、政黨違法行為之不利益，而違背原本係為了避免政府、政黨干預，以保護廣電事業之立法初衷。